# لويس فيليبي نوي
لويس فيليبي نوي (بالإسبانية: Luis Felipe Noé)‏ هو مدرس ورسام وفنان وكاتب أرجنتيني، ولد في 26 مايو 1933 في بوينس آيرس في الأرجنتين.

## وصلات خارجية
- الموقع الرسمي